# Jamshedpur Football Club 2023-2024
Questa voce raccoglie le informazioni riguardanti lo Jamshedpur nelle competizioni ufficiali della stagione 2023-2024.

## Maglie e sponsor
| Casa | Trasferta |

## Organico

### Rosa
| N. |                     | Ruolo | Calciatore        |
| -- | ------------------- | ----- | ----------------- |
| 1  | India (bandiera)    | P     | Rakshit Dagar     |
| 3  | India (bandiera)    | C     | Jitendra Singh    |
| 4  | India (bandiera)    | D     | PC Laldinpuia     |
| 6  | India (bandiera)    | D     | Ricky Lallawmawma |
| 7  | India (bandiera)    | C     | Seiminlen Doungel |
| 8  | Giappone (bandiera) | C     | Rei Tachikawa     |
| 9  | Spagna (bandiera)   | A     | Javier Siverio    |
| 10 | Francia (bandiera)  | C     | Jérémy Manzorro   |
| 11 | India (bandiera)    | C     | Komal Thatal      |
| 12 | India (bandiera)    | D     | Provat Lakra      |
| 14 | India (bandiera)    | C     | Pronay Halder     |
| 15 | India (bandiera)    | A     | Sanan Mohammed K  |
| 16 | India (bandiera)    | D     | Muhammed Uvais    |
| 17 | India (bandiera)    | C     | Imran Khan        |
| 18 | India (bandiera)    | C     | Ritwik Das        |

| N. |                          | Ruolo | Calciatore          |
| -- | ------------------------ | ----- | ------------------- |
| 19 | India (bandiera)         | A     | Thongkhosiem Haokip |
| 20 | Serbia (bandiera)        | C     | Alen Stevanović     |
| 21 | India (bandiera)         | D     | Wungngayam Muirang  |
| 24 | India (bandiera)         | D     | Pratik Chowdhary    |
| 27 | India (bandiera)         | C     | Emil Benny          |
| 28 | India (bandiera)         | C     | Germanpreet Singh   |
| 30 | India (bandiera)         | C     | Nongdamba Naorem    |
| 31 | India (bandiera)         | P     | Vishal Yadav        |
| 32 | India (bandiera)         | P     | Rehenesh TP         |
| 39 | Guinea-Bissau (bandiera) | A     | Steve Ambri         |
| 44 | India (bandiera)         | D     | Saphaba Singh Telem |
| 47 | India (bandiera)         | P     | Mohit Singh Dhami   |
| 77 | India (bandiera)         | A     | Nikhil Barla        |
| 91 | Brasile (bandiera)       | C     | Elsinho             |
| 99 | Nigeria (bandiera)       | A     | Daniel Chima        |

### Altri giocatori
| N. |                    | Ruolo | Calciatore      |
| -- | ------------------ | ----- | --------------- |
|    | Croazia (bandiera) | A     | Petar Slišković |

| N. |  | Ruolo | Calciatore |
| -- |  | ----- | ---------- |

### Staff tecnico
- Khalid Jamil - Allenatore
- Noel Wilson - Vice allenatore
- Dragan Draskovic  - Allenatore portieri

## Calciomercato
| Acquisti | Acquisti            | Acquisti        | Acquisti      |
| R.       | Nome                | da              | Modalità      |
| -------- | ------------------- | --------------- | ------------- |
| P        | Rakshit Dagar       |                 |               |
| P        | Vishal Yadav        |                 |               |
| P        | Mohit Singh Dhami   |                 |               |
| P        | Rehenesh TP         |                 |               |
| D        | PC Laldinpuia       |                 |               |
| D        | Wungngayam Muirang  | Bengaluru       | Definitivo    |
| D        | Ricky Lallawmawma   |                 |               |
| D        | Provat Lakra        |                 | Svincolato    |
| D        | Pratik Chowdhary    |                 |               |
| D        | Muhammed Uvais      |                 |               |
| D        | Saphaba Singh Telem |                 |               |
| C        | Ritwik Das          |                 |               |
| C        | Imran Khan          | NorthEast Utd   | Definitivo    |
| C        | Sheikh Sahil        | Mohammedan      | Fine prestito |
| C        | Rei Tachikawa       | Sirens          | Definitivo    |
| C        | Alen Stevanović     | IMT Belgrado    | Definitivo    |
| C        | Jérémy Manzorro     |                 | Svincolato    |
| C        | Elsinho             |                 | Svincolato    |
| C        | Emil Benny          | NorthEast Utd   | Definitivo    |
| C        | Nongdamba Naorem    | Mohun Bagan SG  | Definitivo    |
| C        | Seiminlen Doungel   |                 |               |
| C        | Komal Thatal        |                 |               |
| C        | Pronay Halder       |                 |               |
| C        | Germanpreet Singh   |                 |               |
| C        | Jitendra Singh      |                 |               |
| A        | Petar Slišković     |                 | Svincolato    |
| A        | Daniel Chima        |                 |               |
| A        | Sanan Mohammed K    | RF Young Champs | Definitivo    |
| A        | Thongkhosiem Haokip |                 | Svincolato    |
| A        | Steve Ambri         |                 | Svincolato    |
| A        | Nikhil Barla        |                 |               |

| Cessioni | Cessioni             | Cessioni    | Cessioni   |
| R.       | Nome                 | a           | Modalità   |
| -------- | -------------------- | ----------- | ---------- |
| D        | Laldinliana Renthlei | Odisha      | Definitivo |
| D        | Eli Sabiá            |             | Svincolato |
| D        | Dylan Fox            |             | Svincolato |
| C        | Boris Singh Thangjam |             | Svincolato |
| C        | Rafael Crivellaro    |             | Svincolato |
| C        | Sheikh Sahil         | Aizawl      | Prestito   |
| C        | Phijam Singh         | Inter Kashi | Definitivo |
| A        | Farukh Choudhary     |             | Svincolato |
| A        | Ishan Pandita        |             | Svincolato |
| A        | Harry Sawyer         |             | Svincolato |
| A        | Jay Emmanuel-Thomas  |             | Svincolato |
| A        | Petar Slišković      |             | Svincolato |

### Mercato invernale
| Acquisti | Acquisti       | Acquisti    | Acquisti |
| R.       | Nome           | da          | Modalità |
| -------- | -------------- | ----------- | -------- |
| A        | Javier Siverio | East Bengal | Prestito |

| Cessioni | Cessioni    | Cessioni | Cessioni   |
| R.       | Nome        | a        | Modalità   |
| -------- | ----------- | -------- | ---------- |
| A        | Steve Ambri |          | Svincolato |

### Cambio di allenatore
| Allenatore in uscita | Motivo      | Dal            | Fino al          | Allenatore in entrata | A partire dal    |
| -------------------- | ----------- | -------------- | ---------------- | --------------------- | ---------------- |
| Scott Cooper         | Rescissione | 14 luglio 2023 | 29 dicembre 2023 | Khalid Jamil          | 31 dicembre 2023 |

## Risultati

### Indian Super League
| Calcutta 21 settembre 2023, ore 16:30 UTC+5:30 1ª giornata | East Bengal     | 0 – 0 referto | Jamshedpur | Salt Lake Stadium (11 143 spett.)\| Arbitro: \| I Jamal Mohamed \| |
| Arbitro:                                                   | I Jamal Mohamed |               |            |                                                                    |

| Arbitro: | Venkatesh R. |

|                 |           |  |
| Adrián Luna 74’ | Marcatori |  |

| Arbitro: | Kundu H. |

|                   |           |  |
| Rei Tachikawa 77’ | Marcatori |  |

| Jamshedpur 22 ottobre 2023, ore 16:30 UTC+5:30 4ª giornata | Jamshedpur | 0 – 0 referto | Punjab FC | JRD Tata Sports Complex\| Arbitro: \| Nathan S. \| |
| Arbitro:                                                   | Nathan S.  |               |           |                                                    |

| Guwahati 26 ottobre 2023, ore 16:30 UTC+5:30 5ª giornata                           | NorthEast Utd | 2 – 1 referto    | Jamshedpur | Indira Gandhi Athletic Stadium |
| \| \| \| \| \| Míchel Zabaco 90+4’ Ibson 90+9’ \| Marcatori \| 18’ Daniel Chima \| |               |                  |            |                                |
|                                                                                    |               |                  |            |                                |
| Míchel Zabaco 90+4’ Ibson 90+9’                                                    | Marcatori     | 18’ Daniel Chima |            |                                |

| Arbitro: | Purkayastha A. |

|                                            |           |                                                        |
| Sanan Mohammed K 7’ Steve Ambri 86’ (Rig.) | Marcatori | 29’ Armando Sadiku 49’ Liston Colaco 80’ Kiyan Nassiri |

| Arbitro: | Kundu H. |

|                      |           |  |
| Víctor Rodríguez 82’ | Marcatori |  |

| Arbitro: | Kumar Gupta R. |

|  |           |                 |
|  | Marcatori | 56’ Roy Krishna |

| Arbitro: | Nagvenkar T. |

|                                      |           |                                              |
| PC Laldinpuia 45+4’ Daniel Chima 90’ | Marcatori | 9’ Farukh Choudhary 40’ Ninthoinganba Meetei |

| Arbitro: | Venkatesh R. |

|                   |           |                                      |
| Rei Tachikawa 17’ | Marcatori | 21’ Noah Sadaoui 28’ Carlos Martínez |

| Arbitro: | Banerjee P. |

|  |           |                                                                          |
|  | Marcatori | 1’, 20’, 79’ Daniel Chima 70’ Seiminlen Doungel 74’ (A.g.) Jonathan Moya |

| Arbitro: | Mondal P. |

|                           |           |  |
| Javi Hernández 44’ (Rig.) | Marcatori |  |

| Arbitro: | John C. |

|                                                                            |           |                   |
| Isak Vanlalruatfela 27’ Roy Krishna 36’, 45+3’ Diego Maurício 45+2’ (Rig.) | Marcatori | 23’ Rei Tachikawa |

| Arbitro: | Banerjee P. |

|                |           |                           |
| Imran Khan 34’ | Marcatori | 66’ Mohammed Ali Bemammer |

| Arbitro: | Kundu H. |

|  |           |                                                                |
|  | Marcatori | 11’ Daniel Chima 63’ Sanan Mohammed K 83’, 86’ Jérémy Manzorro |

| Arbitro: | Purkayastha A. |

|                    |           |                          |
| Javier Siverio 70’ | Marcatori | 14’ Suresh Singh Wangjam |

| Arbitro: | John C. |

|                                         |           |                        |
| Rei Tachikawa 81’ Jérémy Manzorro 90+7’ | Marcatori | 45’ Nandha Kumar Sekar |

| Arbitro: | Nathan S. |

|                              |           |                                                |
| Tiri 13’ Alberto Noguera 32’ | Marcatori | 55’ Imran Khan 59’, 86’ (Rig.) Jérémy Manzorro |

| Arbitro: | Purkayastha A. |

|                                                           |           |  |
| Dimitri Petratos 7’ Jason Cummings 68’ Armando Sadiku 80’ | Marcatori |  |

| Arbitro: | Nagvenkar T. |

|                                     |           |                   |
| Rafael Crivellaro 53’ Rahim Ali 60’ | Marcatori | 22’ Rei Tachikawa |

| Arbitro: | Mondal P. |

|                    |           |                          |
| Javier Siverio 45’ | Marcatori | 23’ Dīmītrīs Diamantakos |

| Arbitro: | Kumar A. |

|                    |           |                           |
| Javier Siverio 60’ | Marcatori | 74’ Lallianzuala Chhangte |

La partita è stata vinta 3-0 a tavolino dal Mumbai City come stabilito dall'All India Football Federation per via del fatto che lo Jamshedpur non ha schierato sette calciatori nazionali nell'intera partita secondo le regole dell'ISL.

#### Andamento in campionato
| Giornata  | 1 | 2 | 3 | 4 | 5 | 6  | 7  | 8  | 9  | 10 | 11 | 12 | 13 | 14 | 15 | 16 | 17 | 18 | 19 | 20 | 21 | 22 |
| --------- | - | - | - | - | - | -- | -- | -- | -- | -- | -- | -- | -- | -- | -- | -- | -- | -- | -- | -- | -- | -- |
| Luogo     | T | T | C | C | T | C  | T  | C  | C  | C  | T  | T  | T  | C  | C  | C  | C  | T  | T  | T  | C  | C  |
| Risultato | N | P | V | N | P | P  | P  | P  | N  | P  | V  | P  | P  | N  | V  | N  | V  | V  | P  | P  | N  | P  |
| Posizione | 7 | 8 | 8 | 7 | 9 | 10 | 10 | 10 | 10 | 10 | 9  | 10 | 10 | 11 | 10 | 10 | 10 | 7  | 9  | 11 | 10 | 11 |

Legenda:

Luogo: C = Casa; T = Trasferta. Risultato: V = Vittoria; N = Pareggio; P = Sconfitta.

### Super Cup
| Bhubaneswar 10 gennaio 2024, ore 15:00 UTC+5:30 1ª giornata                           | NorthEast Utd | 1 – 2 referto                    | Jamshedpur | Kalinga Stadium (100 spett.) |
| \| \| \| \| \| Néstor Albiach 17’ \| Marcatori \| 68’ Daniel Chima 88’ Steve Ambri \| |               |                                  |            |                              |
|                                                                                       |               |                                  |            |                              |
| Néstor Albiach 17’                                                                    | Marcatori     | 68’ Daniel Chima 88’ Steve Ambri |            |                              |

| Bhubaneswar 20 gennaio 2024, ore 15:00 UTC+5:30 2ª giornata                                                                    | Kerala Blasters | 2 – 3 referto                                    | Jamshedpur | Kalinga Stadium (500 spett.) |
| \| \| \| \| \| Dīmītrīs Diamantakos 29’ (Rig.), 62’ (Rig.) \| Marcatori \| 33’, 57’ Daniel Chima 69’ (Rig.) Jérémy Manzorro \| |                 |                                                  |            |                              |
| |                 |                                                  |            |                              |
| Dīmītrīs Diamantakos 29’ (Rig.), 62’ (Rig.)                                                                                    | Marcatori       | 33’, 57’ Daniel Chima 69’ (Rig.) Jérémy Manzorro |            |                              |

| Bhubaneswar 20 gennaio 2024, ore 09:30 UTC+5:30 2ª giornata                    | Jamshedpur | 2 – 0 referto | Shillong Lajong | Kalinga Stadium |
| \| \| \| \| \| Mohammed Sanan 45+1’ Thongkhosiem Haokip 74’ \| Marcatori \| \| |            |               |                 |                 |
|                                                                                |            |               |                 |                 |
| Mohammed Sanan 45+1’ Thongkhosiem Haokip 74’                                   | Marcatori  |               |                 |                 |

#### Andamento nel girone
| Giornata  | 1 | 2 | 3 |  |
| --------- | - | - | - |  |
| Luogo     | T | T | C |  |
| Risultato | V | V | V |  |
| Posizione | 2 | 1 | 1 |  |

Legenda:

Luogo: C = Casa; T = Trasferta. Risultato: V = Vittoria; N = Pareggio; P = Sconfitta.

#### Semifinali
| Bhubaneswar 24 gennaio 2024, ore 15:00 UTC+5:30                       | East Bengal | 2 – 0 referto | Jamshedpur | Kalinga Stadium |
| \| \| \| \| \| Hijazi Maher 19’ Javier Siverio 47’ \| Marcatori \| \| |             |               |            |                 |
|                                                                       |             |               |            |                 |
| Hijazi Maher 19’ Javier Siverio 47’                                   | Marcatori   |               |            |                 |

### Durand Cup
| Calcutta 17 agosto 2023, ore 11:30 UTC+5:30 1ª giornata | Jamshedpur | 1 – 0 referto | Indian Navy | Salt Lake Stadium |
| \| \| \| \| \| Ashley Koli 70’ \| Marcatori \| \|       |            |               |             |                   |
|                                                         |            |               |             |                   |
| Ashley Koli 70’                                         | Marcatori  |               |             |                   |

| Arbitro: | Pranjal Banerjee |

|                                                                                     |           |  |
| Jorge Pereyra Díaz 7’, 13’ Alberto Noguera 39’ Yoëll van Nieff 47’ Greg Stewart 54’ | Marcatori |  |

| Calcutta 20 agosto 2023, ore 13:15 UTC+5:30 3ª giornata                                            | Mohammedan | 6 – 0 referto | Jamshedpur | Salt Lake Stadium |
| \| \| \| \| \| Lalremsanga Fanai 10’, 16’ David Lalhlansanga 28’, 69’, 82’, 89’ \| Marcatori \| \| |            |               |            |                   |
| |            |               |            |                   |
| Lalremsanga Fanai 10’, 16’ David Lalhlansanga 28’, 69’, 82’, 89’                                   | Marcatori  |               |            |                   |

#### Andamento nel girone
| Giornata  | 1 | 2 | 3 |  |
| --------- | - | - | - |  |
| Luogo     | C | T | T |  |
| Risultato | V | P | P |  |
| Posizione | 2 | 3 | 3 |  |

Legenda:

Luogo: C = Casa; T = Trasferta. Risultato: V = Vittoria; N = Pareggio; P = Sconfitta.